# Tomopterus seabrai
Tomopterus seabrai är en skalbaggsart som beskrevs av Magno 1995. Tomopterus seabrai ingår i släktet Tomopterus och familjen långhorningar. Inga underarter finns listade i Catalogue of Life.